# Bručan
Bručan je priimek v Sloveniji, ki ga je po podatkih Statističnega urada Republike Slovenije na dan 1. januarja 2010 uporabljalo 17 oseb in je med vsemi priimki po pogostosti uporabe uvrščen na 17.029. mesto.

## Znani nosilci priimka
- Andrej Bručan (*1943), zdravnik travmatolog - urgenca in politik (v mladosti atlet - tekač)
- Jože Bručan (1911 - 1979), športnik atlet - tekač
- Marko Bručan, reševalec s psi (podpreds. za reševalne pse pri medn. kinološki zvezi), šolanje psov pomočnikov in psov vodnikov